# Culture II
Culture II é o terceiro álbum de estúdio do trio americano de hip hop, Migos. O álbum foi lançado em 26 de janeiro de 2018 pela Quality Controll Music, 300 Entertainment e Motown Records, e conta com a participação de vários artistas convidados, como Cardi B e Nicki Minaj.

## Antecedentes
Offset, um dos membros de Migos, confirmou em uma entrevista de Hollywood Fixer, que Culture II seria lançado em outubro de 2017. Quase nada foi dito sobre o álbum até setembro, quando em uma entrevista para a revista Veja, Migos confirmou que Culture II era uma "obra-prima", confirmando que seguiria suas formas inovadoras. Havia rumores de que o álbum Culture II estava em um disco rígido que foi apagado e enterrado pelo trio.

## Faixas
| Culture II     |                                                          |         |  |
| N.º            | Título                                                   | Duração |  |
| 1.             | "Higher We Go" (Intro)                                   | 4:15    |  |
| 2.             | "Supastars"                                              | 4:53    |  |
| 3.             | "Narcos"                                                 | 4:15    |  |
| 4.             | "BBO (Bad Bitches Only)" (com 21 Savage)                 | 4:11    |  |
| 5.             | "Auto Pilot (Huncho on the Beat)"                        | 4:47    |  |
| 6.             | "Walk It Talk It" (com Drake)                            | 4:36    |  |
| 7.             | "Emoji a Chain"                                          | 5:15    |  |
| 8.             | "CC" (com Gucci Mane)                                    | 4:19    |  |
| 9.             | "Stir Fry"                                               | 3:10    |  |
| 10.            | "Too Much Jewelry"                                       | 4:05    |  |
| 11.            | "Gang Gang"                                              | 3:01    |  |
| 12.            | "White Sand" (com Travis Scott, Ty Dolla Sign, Big Sean) | 3:22    |  |
| 13.            | "Crown the Kings"                                        | 3:49    |  |
| 14.            | "Flooded"                                                | 4:30    |  |
| 15.            | "Beast"                                                  | 4:20    |  |
| 16.            | "Open It Up"                                             | 4:05    |  |
| 17.            | "MotorSport" (com Nicki Minaj, Cardi B)                  | 5:03    |  |
| 18.            | "Movin' Too Fast"                                        | 4:23    |  |
| 19.            | "Work Hard"                                              | 5:17    |  |
| 20.            | "Notice Me" (com Post Malone)                            | 3:53    |  |
| 21.            | "Too Playa" (2 Chainz)                                   | 5:12    |  |
| 22.            | "Made Men"                                               | 4:48    |  |
| 23.            | "Top Down on da Nawf"                                    | 4:55    |  |
| 24.            | "Culture National Anthem" (Outro)                        | 4:43    |  |
| Duração total: | Duração total:                                           | 106:18  |  |

## Desempenho nas tabelas musicas
| Paradas (2018)                        | Melhor posição |
| ------------------------------------- | -------------- |
| Alemanha (Offizielle Deutsche Charts) | 14             |
| Austrália (ARIA)                      | 28             |
| Bélgica (Ultratop Valônia)            | 18             |
| Bélgica (Ultratop Flandres)           | 8              |
| Escócia (Official Scottish Albums)    | 63             |
| Estados Unidos (Billboard 200)        | 1              |
| Finlândia (Suomen virallinen lista)   | 9              |
| Itália (FIMI)                         | 15             |
| Itália (RMNZ)                         | 5              |
| Noruega (VG-lista)                    | 4              |
| Países Baixos (Dutch Charts)          | 2              |
| Reino Unido (Official Albums Chart)   | 4              |
| República Tcheca (ČNS IFPI)           | 16             |
| Suécia (Sverigetopplistan)            | 11             |